# Raia
Raia är en ort i Indien.   Den ligger i distriktet South Goa och delstaten Goa, i den sydvästra delen av landet, 1 500 km söder om huvudstaden New Delhi. Raia ligger 18 meter över havet och antalet invånare är 9 421.
Terrängen runt Raia är huvudsakligen platt, men åt nordost är den kuperad. Runt Raia är det tätbefolkat, med 331 invånare per kvadratkilometer. Närmaste större samhälle är Madgaon, 3,6 km söder om Raia. I omgivningarna runt Raia växer huvudsakligen savannskog.